# Bundesautobahn 3
Bundesautobahn 3 eller A 3 er en motorvej i Tyskland. Den går diagonalt gennem landet og forbinder Holland og Østrig. Det er den næstlængste motorvejsstrækning efter A 7.